# 15364 Kenglover
15364 Kenglover è un asteroide della fascia principale. Scoperto nel 1996, presenta un'orbita caratterizzata da un semiasse maggiore pari a 2,4276876 UA e da un'eccentricità di 0,0938776, inclinata di 13,12895° rispetto all'eclittica.